# Хлорид тулия(III)
Тулия(III) хлорид или трихлорид тулия является химическим соединением в составе тулия и хлора с формулой TmCl3. Он образует желтые кристаллы. Тулия(III) хлорид имеет YCl3 (AlCl3) слой структуры октаэдрических ионов тулия.

## Реакции
В гидратированной форме хлорид тулия(III) может быть получен путем добавления оксида тулия(III) в концентрированную соляную кислоту. Тулия(III) хлорид реагирует с сильными основаниями, чтобы сделать тулия(III) оксид.

## Параметры кристаллической решетки
Параметры элементарной ячейки, Å β, град.
a 6,711 ± 0,008
b 3,187 ± 0,012
c 6,963 ± 0,007